# Sergiu Ursu
Sergiu Ursu (* 26. April 1980) ist ein rumänischer Leichtathlet moldauischer Herkunft, der sich auf den Diskuswurf spezialisiert hat und seit 2003 für Rumänien an den Start geht.

## Sportliche Laufbahn
Erste internationale Erfahrungen sammelte Sergiu Ursu im Jahr 1999, als er bei den Junioreneuropameisterschaften in Riga mit einer Weite von 16,56 m den siebten Platz belegte. 2001 erreichte er bei den U23-Europameisterschaften in Amsterdam mit 18,59 m ebenfalls Rang sieben. 2003 qualifizierte er sich im Diskuswurf für die Weltmeisterschaften in Paris und verpasste dort mit 61,98 m den Finaleinzug. Zuvor siegte er bei den Balkan-Meisterschaften in Thiva mit einem Wurf auf 62,50 m. Im Jahr darauf wurde er positiv auf das anabole Steroid Nandrolon und daraufhin wegen des Verstoßes gegen die Antidopingbestimmungen für zwei Jahre gesperrt. 2006 erreichte er bei den Europameisterschaften in Göteborg das Finale und klassierte sich dort mit 62,48 m auf dem vierten Platz. Im Jahr darauf siegte er mit 62,14 m bei den Balkan-Meisterschaften in Sofia und schied dann bei den Weltmeisterschaften in Osaka mit 59,22 m in der Vorrunde aus. 2008 gewann er bei den Balkan-Meisterschaften in Argos Orestiko mit 59,98 m die Goldmedaille und 2010 wurde er bei den Europameisterschaften in Barcelona mit 63,11 m Achter.
2011 gewann er bei den Balkan-Meisterschaften in Sliwen mit 59,70 m die Silbermedaille und im Jahr darauf schied er bei den Europameisterschaften in Helsinki mit 56,85 m in der Qualifikationsrunde aus, siegte anschließend aber mit 59,51 m bei den Balkan-Meisterschaften in Eskişehir. 2013 gewann er dann bei den Balkan-Meisterschaften in Stara Sagora mit 62,78 m die Silbermedaille und siegte daraufhin mit einem Wurf auf 62,87 m bei den Spielen der Frankophonie in Nizza. Im Jahr darauf wurde er positiv auf Norandrosteron getestet und erneut mit einer zweijährigen Sperre belegt. 2017 gewann er bei den Balkan-Meisterschaften in Novi Pazar mit 57,55 m die Bronzemedaille im Diskuswurf und wurde im Kugelstoßen mit 13,26 m Zehnter. Im Jahr darauf gelangte er bei den Balkan-Meisterschaften in Stara Sagora mit 57,91 m auf Rang sechs und bei den Balkan-Meisterschaften 2019 in Prawez wurde er mit 55,48 m Fünfter im Diskusbewerb. 2020 gewann er bei den Balkan-Meisterschaften in Cluj-Napoca mit 57,09 m die Bronzemedaille und im Jahr darauf belegte er bei den Balkan-Meisterschaften in Smederevo mit 56,62 m Rang sechs.
In den Jahren 2003 und von 2006 bis 2013 wurde Ursu rumänischer Meister im Diskuswurf.

## Persönliche Bestleistungen
- Kugelstoßen: 19,71 m, 25. Mai 2003 in Bukarest
  - Kugelstoßen (Halle): 19,17 m, 25. Februar 2001 in Bukarest
- Diskuswurf: 64,74 m, 4. Juni 2010 in Constanța